# Jacques-Louis David

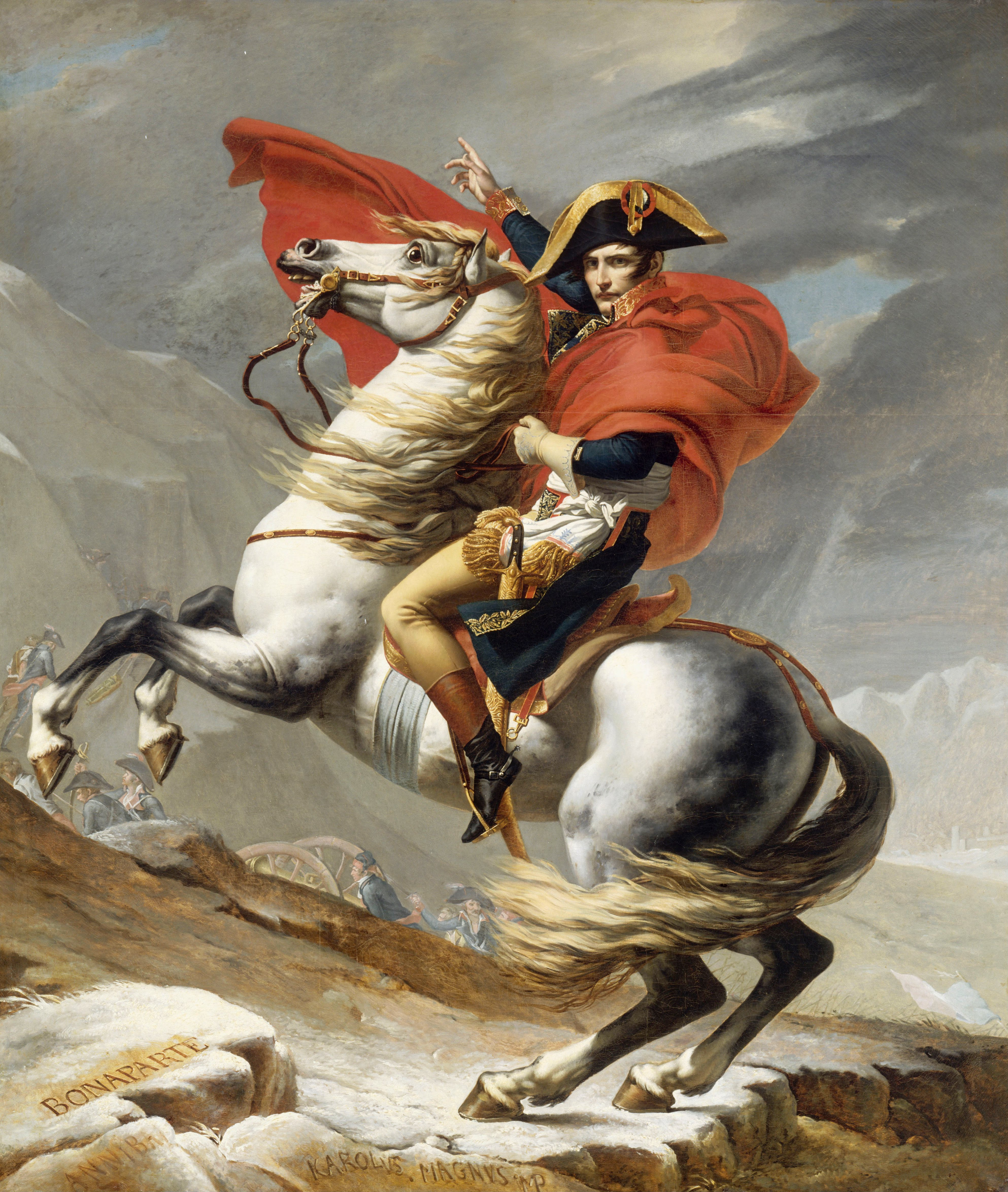
Napóleon

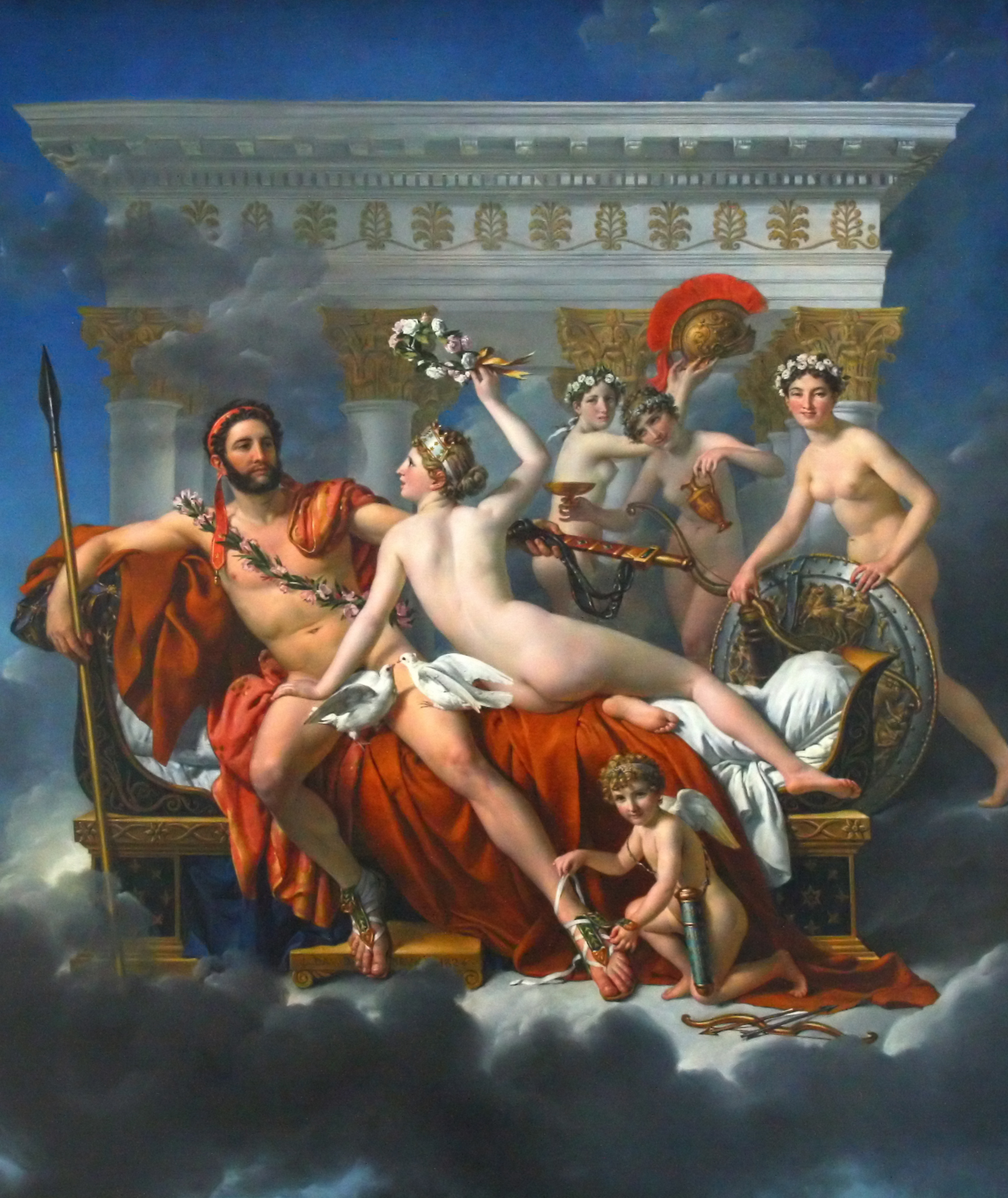
Vénusz lefegyverzi Marsot

Jacques-Louis David (Párizs, 1748. augusztus 30. – Brüsszel, 1825. december 29.) francia festő, a klasszicizmus vezéralakja.

## Élete

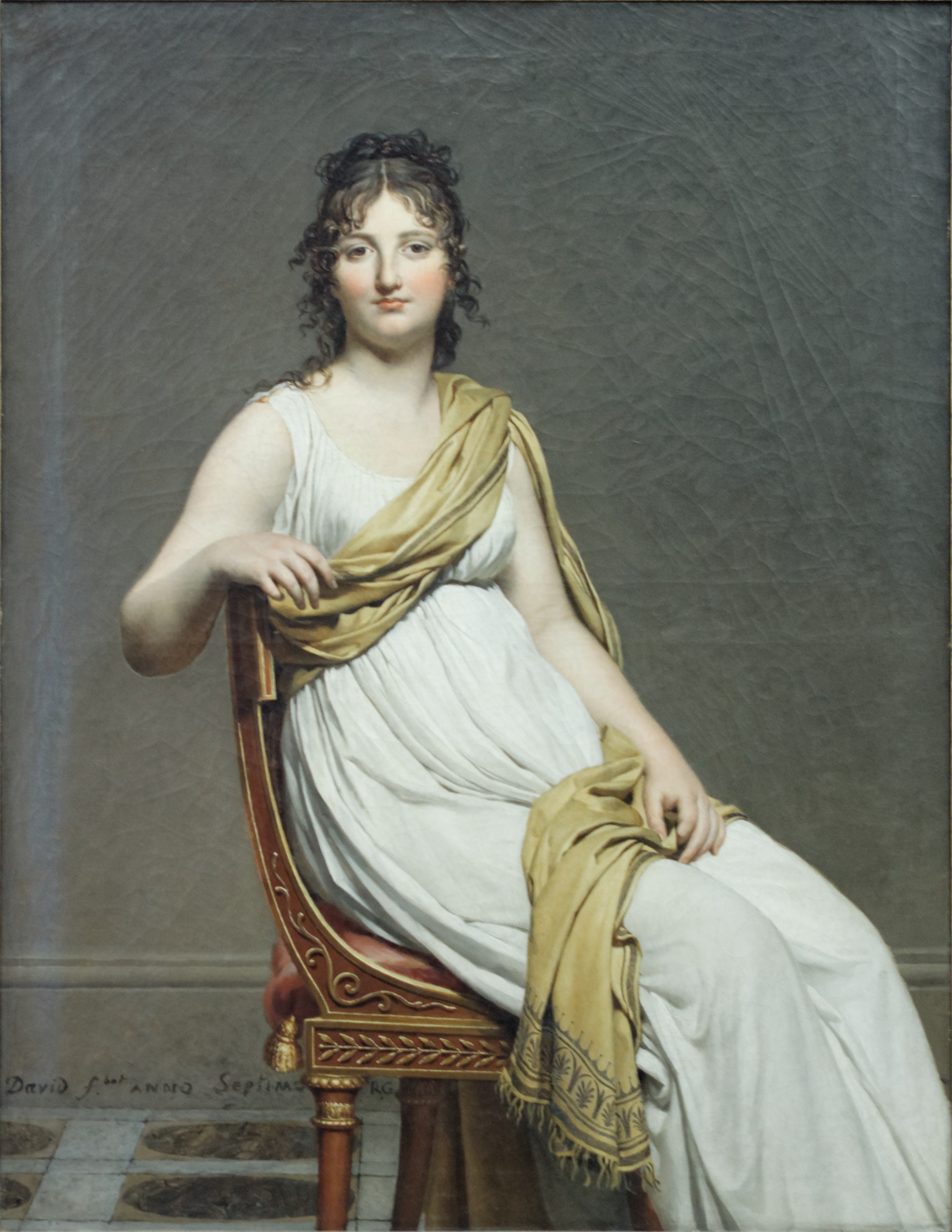
Madame Raymond de Verninac portréja (1799)

Kispolgári családban született. Apja vaskereskedő volt, majd adószedői állást vásárolt magának Calvados vidékén. Anyai részről rokona volt François Boucher, a kor neves festője. Miután David apja 1757-ben párbajban életét vesztette, tanulmányait Boucher támogatta.
1782-ben feleségül vette a 17 éves Marguerite Charlotte Pécoul-t. Apósa, királyi építkezési vállalkozó, bőséges hozományt adott lányával, amely biztosította a pár anyagi helyzetét. Gyors egymásutánban két gyermekük született. A „nagy” francia forradalom idején felesége – megrettenve David forradalmi lángolásától – elvált tőle.
David 1792-ben a Konvent tagja lett, 1793-ban a király kivégzésére szavazott. Tagja lett a „Comité de Sûreté Générale”-nak (Közbiztonsági Bizottság), és e minőségében sok letartóztatási parancsot írt alá; áldozatai közül sokan a vérpadra jutottak.
Robespierre barátja lett, politikai befolyását a Francia Akadémia ellen használta fel. Kezdeményezte a nemzeti kincsek leltározását, így egyike lett a francia múzeumok megalapítóinak. Aktív szerepet játszott a Louvre múzeummá való átalakításában.
Részt vett a nagy nemzeti szertartások megszervezésében, ő rendezte Voltaire hamvainak újratemetését a Panthéonban. Ő hozta létre a vallás helyettesítőjének szánt új rítust, a Legfelső Lény tiszteletét, amelynek legfőbb papja Robespierre lett.
Robespierre bukása után őt is börtönbe vetették, de elkerülte a kivégzést, sőt a börtönben is festhetett.
Szabadulása után újra összeházasodott feleségével, miután megígérte neki, hogy többet nem foglalkozik a művészetétől távol álló dolgokkal. Ennek ellenére Bonaparte Napóleon tábornokban már korán felfedezte saját legendás hősét, és saját munkásságát teljes szívvel Napóleon császár szolgálatába állította.
A waterlooi csata után Brüsszelbe (amely akkor Hollandia része volt) vonult száműzetésbe, mert az itáliai államok nem fogadták be. Az amnesztia után is ott maradt, egészen 1825-ben bekövetkezett haláláig, amelyet közlekedési baleset okozott (egy hintó gázolta el).

## Tanulmányai
Már gyermekkorában feltűnt rajztehetsége, ezért édesanyja építésznek akarta taníttatni, különösen, hogy két nagybátyja is ezt a mesterséget űzte. 16 éves korától azonban Francois Boucher javaslatára a neves festő, Joseph-Marie Vien tanítványa lett a Királyi Akadémián.
Az akadémián továbbra is elsősorban rajzzal foglalkozott. 1771-ben a Római Díj második fokozatát nyerte el Minerva harca Mars ellen című művével. Évről évre új pályaművel foglalkozott, de az áhított első díj megszerzése csak negyedszerre sikerült (a harmadik kudarc után öngyilkossági kísérletet követett el).
1774-ben végre elnyerte a Római Díjjal járó 6 éves ösztöndíjat az örök városban. Sikeres műve történelmi-mitológiai témájú volt, a "Érasistrate découvrant la cause de la maladie d'Antiochius dans son amour pour Stratonice" címmel, azaz Éraszisztratosz felfedezi: Antiochiusz betegségének az oka az anyósa iránt érzett szerelme. A drámai kompozíció újszerű: az orvos nyugodtságot mutat, amikor rájön a szeleukida uralkodó bántalmainak okára.
David mestere, Joseph-Marie Vien társaságában utazott Rómába, aki elnyerte a római Francia Akadémia igazgatói tisztét. Rómában a tanítványt természetesen a kor uralkodó eszmei áramlata, az antikvitás tanulmányozása kerítette hatalmába.

## Munkássága
Még római tanulmányai idején kapta első megbízatását, amelynek alapján 1780-ban elkészítette a marseille-i kórház kápolnája számára a "Szt. Rókus közbenjár a Szűznél a pestisben szenvedők érdekében" című munkáját. Diderot, a filozófus, megdöbbentőnek mondotta a haldoklók ábrázolásának kifejező erejét.
1780 végén tér vissza Párizsba, ahol nagy sikert arat a Louvre magas presztízsű Salonján Bélisaire c. képével. Ez a neoklasszikus alkotás megváltja számára a belépőjegyet az Akadémiába.
1780-1785 között sok hosszú utazást tett még Itáliában; úgy érezte, hogy a klasszikus művészet alkotói számára ennél jobb környezetet el sem lehet képzelni.
Ezekben az években alakult ki véglegesen saját klasszicista stílusa. Témái általában klasszikus forrásokból fakadtak. Nagy hatással voltak rá a római szobrok is.
Képei tükrözik a kor francia társadalmi légkörét, a hazafiasság, hősiesség, a forradalom iránti önfeláldozás eszméit. Emellett azonban élet-közelibb, szerelmi, sőt erotikus témákat is ábrázolt.
Lelkes híve lett a francia forradalomnak, majd Napóleonnak, és művészi munkásságával is az ideológiájukat kívánta szolgálni.
Napóleon bukása után, „belgiumi” száműzetésében, visszatért klasszikus témáihoz, festményein újra megjelent az erotika is.

## Tanítványai
Párizsi mesteriskolájából az 1780-as évek második felétől jeles tanítványok kerültek ki, közülük a leghíresebbek Antoine-Jean Gros és Jean Auguste Dominique Ingres.

## Műveinek listája

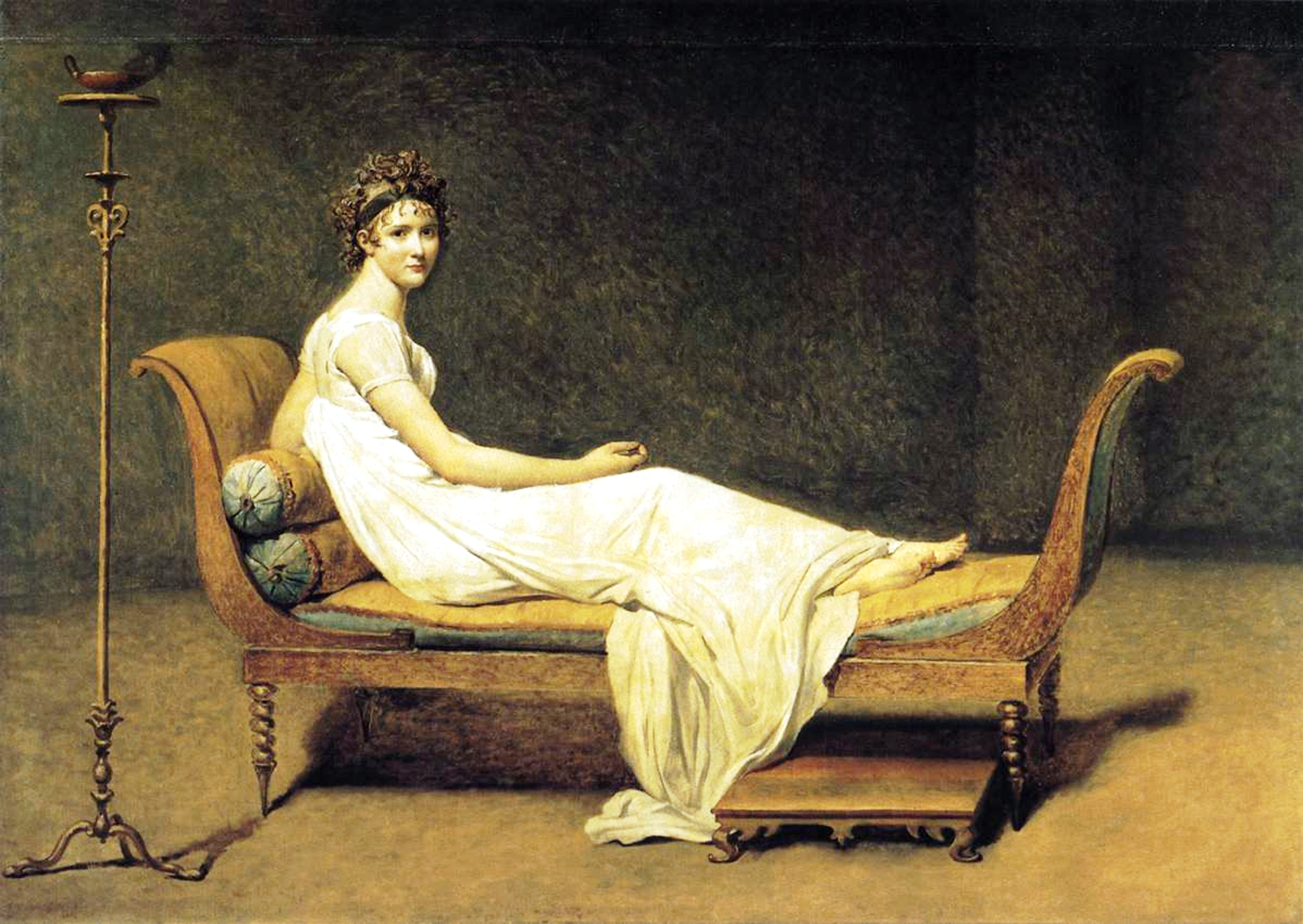
Madame Récamier protréja (1800)

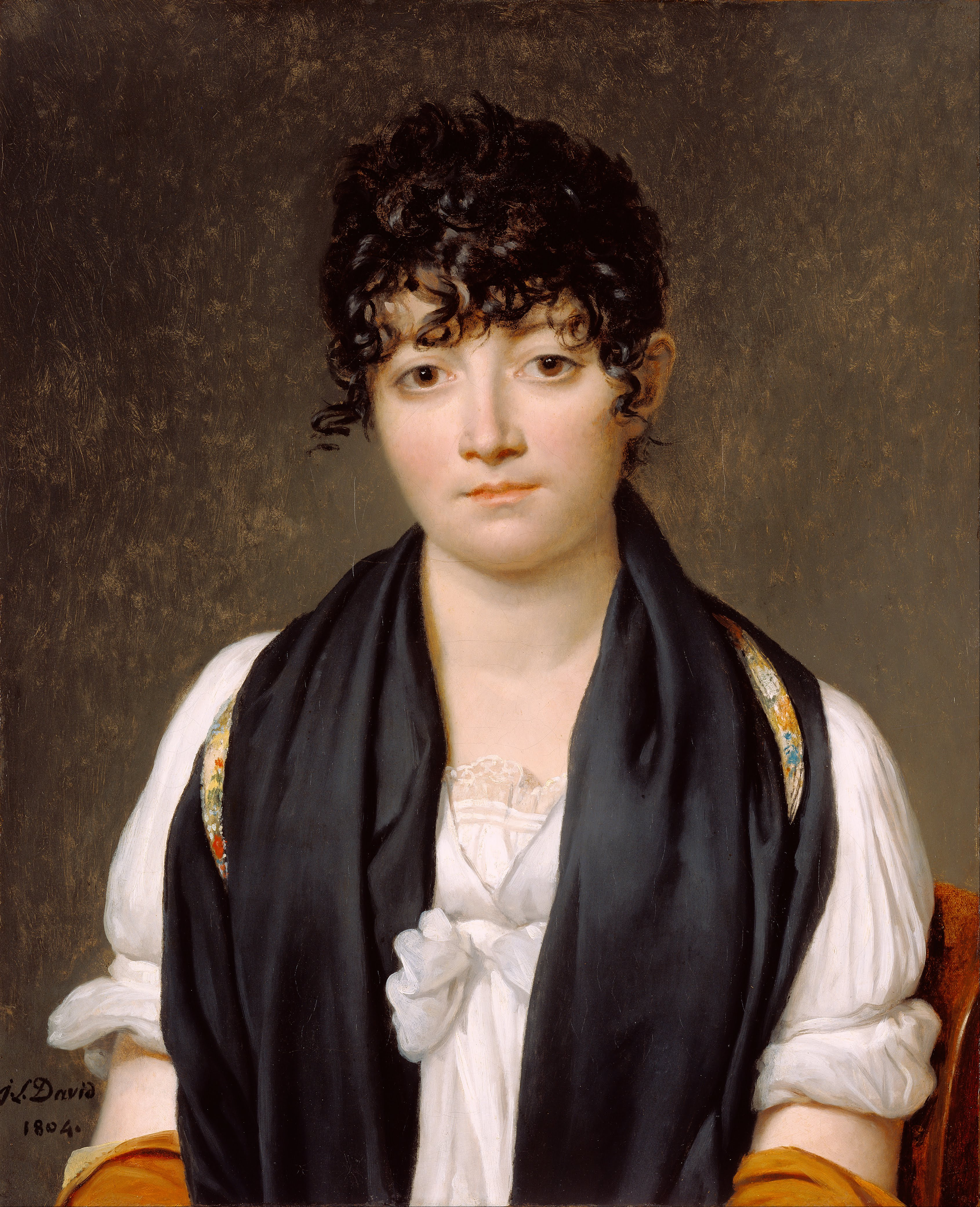
Suzanne Le Peletier de Saint-Fargeau portréja (1804)

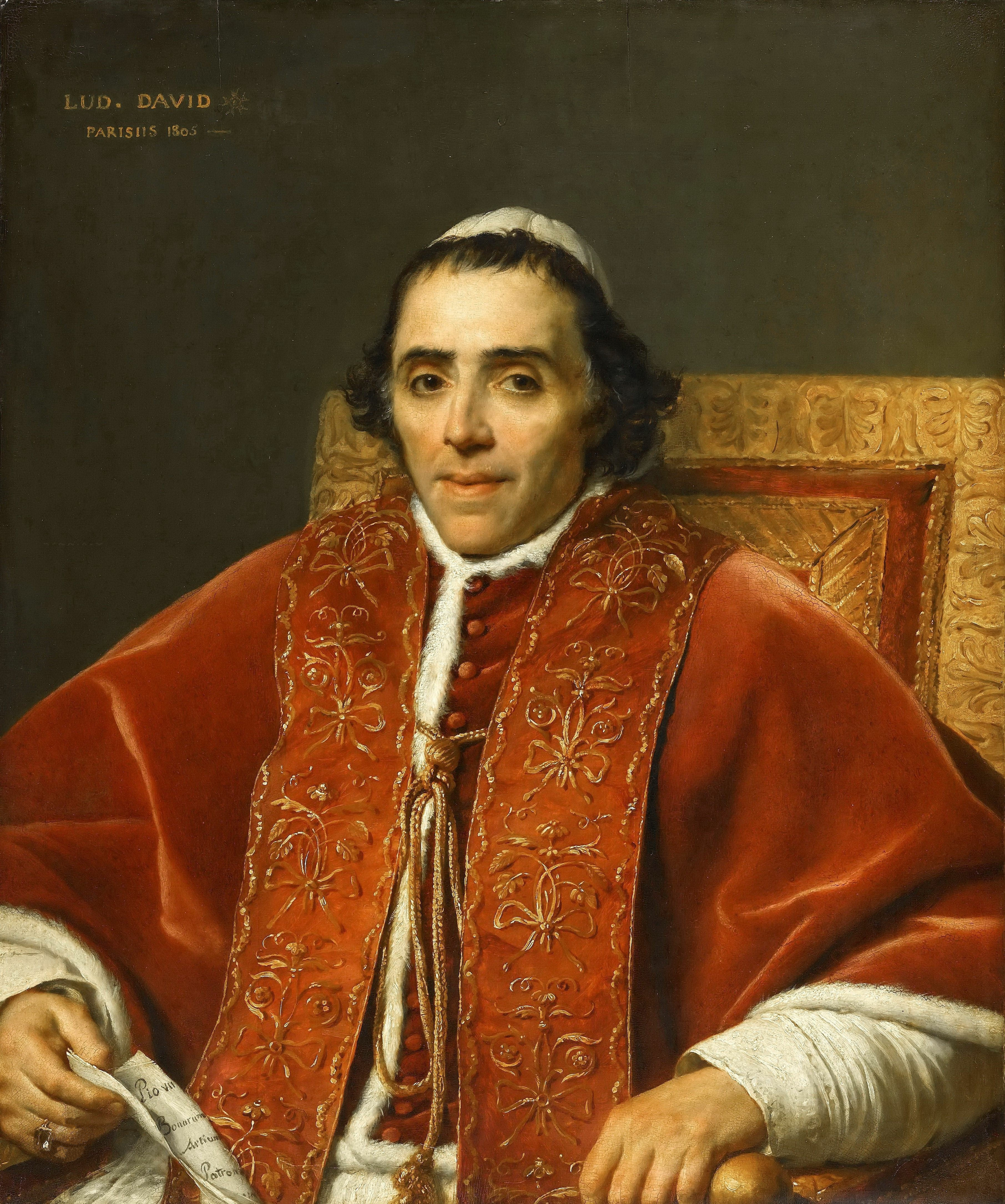
VII Pius pápa portréja (1805)

Művei időrendi sorrendben (válogatás):
- Marie-Françoise Buron, (c.1766); egyik unokanővérének portréja
- François Buron (1769), magángyűjtemény; egyik nagybátyjának portréja
- Marie-Josephe Buron, (c.1769); egyik nagynénjének portréja
- Le combat de Mars et de Minerve, (1771) Louvre, Párizs
- Michel-Jean de Sedaine, (c.1772), magángyűjtemény
- Apollon et Diane attaquant Niobé et ses enfants, (1772), magángyűjtemény
- La mort de Sénèque, (1773), Musée du Petit Palais, Párizs
- Mademoiselle Guimard, (1773-4), magángyűjtemény
- Érasistrate découvrant la cause de la maladie d'Antiochius dans son amour pour Stratonice, (1774), École Nationale Supérieure des Beaux-Arts, Párizs
- Les funérailles de Patrocle, (1778), National Gallery of Ireland, Dublin
- Hector (1778), Musée Fabre, Montpellier
- Patroclész (1780), Musée Thomas Henry, Cherbourg
- Saint Roch intercédant auprès de la Vierge pour les malades de la peste (Szt. Rókus közbenjár a Szűznél a pestisben szenvedők érdekében) (1780-ban vásárolva) Musée des Beaux-Arts de Marseille, Marseille.
- Stanislas Potocki gróf, (1780), Muzeum Narodowe Varsó
- Bélisaire demandant l'aumône, (1781), Palais des Beaux-Arts de Lille
- Keresztrefeszítés (1782), Église de Saint Vincent à Mâcon
- Jacques-François Desmaisons, (1782), Albright-Knox art gallery, Buffalo, egyik nagybátyja portréja
- La douleur et les regrets d'Andromaque sur le corps d'Hector son mari, (1783), Louvre, Párizs
- Docteur Alphonse Leroy, (1783), Musée Fabre, Montpellier
- Horatiusok esküje, (1784), Louvre, Párizs
- Szókratész halála (1787), Metropolitan Museum of Art, New York
- Les amours de Paris et Helene, (1788), Louvre, Párizs
- Antoine Lavoisier és felesége, (1788), Metropolitan Museum of Art, New York
- Les licteurs ramenant à Brutus les corps de ses fils, (1789), Louvre, Párizs
- Comtesse de Sorcy, (1790), Neue Pinakothek, München
- Marquise d'Orvilliers, (1790), Louvre, Párizs
- Le Serment du jeu de paume, (1791) befejezetlen, a versailles-i kastélyban található
- Önarckép (1791), Uffizi, Firenze
- Madame Adélaide Pastoret, (1791-2), The Art Institute, Chicago
- Portrait de Madame Marie-Louise Trudaine (1791–1792), befejezetlen
- Le Pelletier de saint Fargeau, (1793)
- Marat halála, (1793), Királyi Szépművészeti Múzeum (Brüsszel),
- La Mort de Bara, (1794), Musée Calvet, Avignon
- Önarckép (1794), Louvre, Párizs
- A Luxembourg-kert látképe, (1794), Louvre, Párizs
- Émilie Sériziat és fia portréja, (1795), Louvre, Párizs
- Jacobus Blauw, (1795), National Gallery, London
- Gaspar Mayer, (1795), Louvre, Párizs
- Pierre Sériziat portréja, (1795), Louvre, Párizs
- Bonaparte tábornok befejezetlen portréja, (1798), Louvre, Párizs
- A szabinok, (1799), Louvre, Párizs
- Madame Raymond de Verninac portréja (1799), Louvre, Párizs
- Madame Récamier, (1800), Louvre, Párizs
- Le Premier Consul franchissant les Alpes au col du Grand-Saint-Bernard, (1800–1803), 5 verzió Musée National de Malmaison, Versailles, Charlottenburg Berlin, Belvedere (Bécs)
- Cooper Penrose, (1802), Tinken Museum of Art, San Diego
- Suzanne Le Pelletier de Saint-Fargeau, (1804), J. Paul Getty Museum, Los Angeles
- Le Sacre de Napoléon, (1805), Louvre, Párizs
- VII. Pius pápa portréja, (1805), Louvre, Párizs
- Sappho és Phaon, (1809), Ermitázs, Szentpétervár
- La Distribution des Aigles, (1810), Versailles
- Napóleon az irodájában, (1812), 2 változat National Gallery of Art, Washington, Versailles
- A Mongez házaspár portréja, (1812), Louvre, Párizs
- Marguerite-Charlotte David, (1813), National Gallery of Art, Washington
- Apelles és Campaspe, c.(1813), befejezetlen, Musée des Beaux-Arts, Lille
- Léonidas aux Thermopyles, (1814), Louvre, Párizs
- Étienne-Maurice Gérard tábornok portréja, (1816), Metropolitan Museum of Art, New York
- Jean-Pierre Delahaye portréja, (1816), (62 x 49 cm), 2006 júniusában Delahaye örökösei elárverezték.
- Comtesse Vilain XIIII és a lánya (1816), National Gallery London
- Brutus fiának halála
- Emmanuel-Joseph Sieyès, (1817), Fogg Art Museum, Cambridge, Massachusetts
- Cupido és Psyché, (1817), Cleveland Museum of Art, Cleveland
- Les adieux de Télémaque et d'Eucharis, (1818), J.Paul Getty Museum, Los Angeles
- La colère d'Achille au sacrifice d'Iphigénie, (1819), Kimbell Art Museum, Fort Worth
- Charlotte és Zénaide Bonaparte, (1821), J. Paul Getty Museum, Los Angeles
- Réplique du sacre de Napoléon, (1822), Musée National du Château de Versailles (a Versailles-i kastély múzeuma, Versailles).
- Juliette de Villeneuve, (1824), Louvre, Párizs
- Claude-Marie Meunier portréja, (73 x 59,5 cm), a család tulajdonában maradt, majd 2006 decemberében 2,7 millió euróért elárverezték.
- Vénusz lefegyverzi Marsot, (1824), Királyi Szépművészeti Múzeum (Brüsszel)